# Gyda (fiume)
La Gyda è un fiume della Russia siberiana nordoccidentale (Circondario Autonomo Jamalo-Nenec), tributario del mare di Kara.
Il suo bacino si estende nella parte settentrionale della penisola omonima; nasce come emissario del lago Chosato, scorrendo successivamente con direzione sudoccidentale e sfociando poi nella parte sudorientale della baia della Gyda, insenatura del mare di Kara. I suoi affluenti principali sono i fiumi Njavujacha, Nejjacha, Chydentojacha, Adasejacha dalla sinistra idrografica, Lumpadajacha dalla destra.
Il bacino del fiume è coperto dalla tundra artica e quasi spopolato, vista l'elevata latitudine che determina un clima rigido, di tipo artico. Il fiume è gelato in superficie per la maggior parte dell'anno (in media da otto a nove mesi); il periodo di gelo si estende mediamente dalla fine di settembre o dai primi di ottobre fino alla seconda metà di giugno.